# Tarik Cerić
Tarik Cerić (ur. 28 stycznia 1978 w Sarajewie) – bośniacki piłkarz występujący na pozycji obrońcy.

## Kariera klubowa
Reprezentował barwy takich klubów jak: FK Olimpik Sarajewo, NK SAŠK Napredak, FK Sarajevo, NK Posušje, ŁKS Łódź, HNK Rijeka, HNK Šibenik oraz Velež Mostar.